# 41P/Tuttle-Giacobini-Kresák
41P/Tuttle–Giacobini–Kresák est une comète périodique du système solaire.
Découverte par Horace Parnell Tuttle le 3 mai 1858 et re-découverte indépendamment par Michel Giacobini et Ľubor Kresák respectivement en 1907 et en 1951, c'est un membre de la famille des comètes de Jupiter.
Le diamètre du noyau est estimé à 1,4 kilomètre.

## Histoire observationnelle

### Liste des passages
| Date de passage au périhélie | Désignation | Commentaire   |
| ---------------------------- | ----------- | ------------- |
| 2017 Apr. 12                 | 41P         | Observée.     |
| 2011 Nov. 11                 |             | Pas observée. |
| 2006 June 11                 | 41P         | Observée.     |
| 2001 Jan. 6                  | 41P         | Observée.     |
| 1995 July 28                 | 41P         | Observée.     |
| 1990 Feb. 8                  | 41P         | Observée.     |
| 1984 July 28                 |             | Pas observée. |
| 1978 Dec. 25                 | 41P         | Observée.     |
| 1973 May 30                  | 41P         | Observée.     |
| 1967 Nov. 5                  |             | Pas observée. |
| 1962 Apr. 23                 | 41P         | Observée.     |
| 1956 Oct. 27                 |             | Pas observée. |
| 1951 May 9                   | 41P/1951 H1 | Observée.     |
| 1945 Nov. 19                 |             | Pas observée. |
| 1940 June 3                  |             | Pas observée. |
| 1934 Dec. 16                 |             | Pas observée. |
| 1929 June 28                 |             | Pas observée. |
| 1924 Jan. 7                  |             | Pas observée. |
| 1918 July 12                 |             | Pas observée. |
| 1912 Dec. 26                 |             | Pas observée. |
| 1907 May 29                  | 41P/1907 L1 | Redécouverte  |
| 1901 Oct. 28                 |             | Pas observée. |
| 1896 Feb. 21                 |             | Pas observée. |
| 1890 June 19                 |             | Pas observée. |
| 1885 Jan. 30                 |             | Pas observée. |
| 1879 Sept.20                 |             | Pas observée. |
| 1874 May 15                  |             | Pas observée. |
| 1869 Jan. 9                  |             | Pas observée. |
| 1863 Sept. 7                 |             | Pas observée. |
| 1858 May 3                   | 41P/1858 J1 | Découverte.   |

### Passage de 1858
L'astronome américain Horace Parnell Tuttle découvre la comète le 3 mai 1858.

### Passage de 1907
L'astronome français Michel Giacobini redécouvre la comète en 1907.

### Passage de 1951
L'astronome slovaque (à l'époque tchécoslovaque) Ľubor Kresák redécouvre la comète en 1951.

### Passage de 2006
Le 1er juin 2006, la comète 41P était un objet de 10e magnitude visible au télescope, situé sur la frontière Cancer-Lion, avec un maximum prévu d'environ 10 au périhélie le 11 juin,.
Cette comète est intéressante car elle est connue pour ses sursauts d'activité spectaculaires. En 1973, le sursaut de luminosité atteignit 10 magnitudes, la rendant aisément visible à l'œil nu avec une magnitude de 4.
Cependant, le 22 juin 2006, la comète était descendue à la magnitude 11, sans avoir produit de sursaut notable.

### Passage de 2011
La comète est passée au périhélie le 12 novembre 2011, mais il n'a pas pu être observé.

### Passage de 2017
La comète 41P passera à 0,15 ua (22 millions de km) de la Terre le 5 avril 2017, 8 jours avant son passage au périhélie. Sa magnitude devrait atteindre 5,5.

## Caractéristiques
C'est un membre de la famille des comètes de Jupiter.